# The Record of Fallen Vampire
The Record of Fallen Vampire (ヴァンパイア十字界?, Vanpaia jūji-kai) è un manga dal tema vampiresco scritto da Kyō Shirodaira e disegnato da Yuri Kimura. L'opera è stata pubblicata dal 2003 al 2007 sulla rivista Monthly Shōnen Gangan di Square Enix ed è stata raccolta in nove volumi tankōbon. L'edizione italiana è stata curata da Star Comics e pubblicata nel corso del 2009.

## Trama
Avendo perso il proprio regno centinaia di anni prima, il Re dei Vampiri Strauss Redrose, Rosa Rossa, va in cerca del luogo in cui la sua regina, Adelaide, è stata imprigionata. Ostacolato dai dhampir che vogliono ucciderlo, Strauss combatte contro il Cigno Nero, la personificazione di una maledizione.
Inizialmente, la storia è incentrata sulla sua ricerca, sulla lotta contro Cigno Nero e contro i dhampir. Il tema principale, che emerge gradualmente nel secondo volume, ruota attorno ad un'invasione aliena. Gli umani attuano un piano per usare il potere di Strauss ed i poteri di Adelaide per respingere gli invasori, prima che il Cigno Nero si disfi di loro.
Brigitta, Strauss e Adelaide usano dei flashback per trasmettere al lettore la loro prospettiva degli eventi. Kyo Shirodaira indica che utilizza il metodo narrativo di Christianna Brand per far derivare differenti verità dallo stesso insieme di fatti.

## Personaggi

### Vampiri
Strauss Redrose - Rosa Rossa (ローズレッド ストラウス,Rōzureddo Suterausu):
Età: Intorno ai 1300 anni (Diviene re molto giovane, a 200 anni, e diventa padre adottivo di Brigitta intorno ai 60)
Strauss è lo spaventoso Re Vampiro Rosa Rossa che, dopo aver perso il proprio regno, cerca la sua regina Adelaide per liberarla.
Mentre i dhampir credono che lui cerchi la sua amata, Brigitta crede, invece, che lui voglia vendicarsi di Adelaide per la morte di Stella. Strauss invece ha bisogno dell'aiuto di Adelaide per l'ultima parte del suo piano segreto.
Strauss non vuole uccidere senza una ragione, ma ha grande padronanza della logica e dell'arte della guerra. Tiene per sé molti misteri che riguardano lui e la fine del suo regno.
Prima di diventare Re, Strauss era un generale del Regno della Notte. Durante quel periodo adottò Brigitta, una dhampir sorellastra della futura regina sua sposa Adelaide. Con l'avanzare della storia si scopre che Strauss non ha mai amato Adelaide ma solo Stella, una ragazza umana, a cui dona un pendente di roccia lunare da lui realizzato.
Come generale, Strauss non fu mai battuto sul campo di battaglia e una volta diventato re, nonostante avesse le capacità per controllare l'intero continente, decise di non farlo, perché felice del proprio Regno. Strauss ha degli impressionanti poteri magici, ma decide di limitarli per il bene della pace.
Anche se i vampiri purosangue periscono se esposti al sole, Strauss non subisce danni.
Adelaide (アーデルハイト,Āderuhaito):
Età: 1200 anni.
Regina, moglie di Strauss e sorellastra di Brigitta.
Adelaide fu imprigionata dopo aver scatenato il suo potere, la corrosione lunare.

### Dhampir
Esseri nati dall'incrocio tra vampiri ed umani, un vampiro purosangue ed un umano generano un dhampir con molti poteri, questi si disperdono nelle generazioni successive se non vi sono più unioni con vampiri o damphir.
Brigitta Irving Frostheart (ブリジット アーヴィング フロストハート?, Burijitto Āvuingu Hurosutohāto):
Età: 1210 anni.

Brigitta è la leader della comunità dei dhampir.
Sorellastra di Adelaide combatte Strauss nonostante sia stata da lui allevata.
Jin Renka (刃 蓮火?, Jin Renka):
Età: 800 anni.
Uno dei seguaci di Brigitta, il miglior spadaccino del gruppo. Giura di vendicare Yuki, il quarantanovesimo Cigno Nero (di cui era innamorato), uccisa da Strauss; tuttavia cresce la sua curiosità per il passato del re vampiro e per questo chiede informazioni a Brigitta.
Nei combattimenti, Renka usa due spade sacre, Drago solitario (Koryū) e Oro maledetto (Kinyou). Malgrado sia stato addestrato per quattrocento anni, la sua tecnica è ancora grezza e scarsa se comparata a quella di Strauss.
Letizia
Età: 68 anni.
Giovane dhampir al seguito di Strauss, ha l'aspetto di una bambina. Brigitte l'ha soprannominata "Gatto di Montagna"
Vento Divino (鉄扇寺 風伯, Tessenji Fuuhaku. chiamato Dio del Vento nella versione Star Comics):
Età: 600 anni.
Uno dei seguaci dhampir di Brigitta. Indossa sempre un'armatura completa da samurai.
Ethelbart Takahashi (エセルバート 高橋, Ederubāto Takahashi?):
Età: 200 anni.
Soprannominato Ethel, è il più giovane dei dhampir del gruppo di Brigitta. Appare come uno studente e usa una grande falce che chiama Lady Bianca. Esita a colpire bambini come Letizia. Ha poco sangue vampiresco e quindi è l'elemento migliore nel team di Brigitta quando si tratta di spostarsi durante il giorno per portarle informazioni dal dipartimento dei dhampir.

### Cigno Nero
La maledizione personificata opera di Maria Saberhagen: ha il potere di annullare la magia di Strauss perché nata dalle anime congiunte di Stella e della figlia di Strauss che lei porta in grembo al momento della sua morte.
Cigno Nero è un parassita dell'animo, se la persona che viene da lui posseduta non eliminerà Strauss (ed eventualmente la sua sposa una volta liberata) entro 5 anni dalla possessione, verrà uccisa dal parassita, che poi dovrà trovare un nuovo corpo in cui albergare, il quale è sempre di sesso femminile.
Le abilità di Cigno nero crescono di generazione in generazione, ad ogni nuova possessione il posseduto eredita i ricordi del precedente.
Yuki Komatsubara
Eta: 20-25? anni
49º Cigno Nero, muore uccisa da Strauss durante un combattimento. Allegra e positiva, combatte Strauss solo per via della maledizione. Lei non ha nulla contro di lui, per questo, in punto di morte, gli confida che non l'odia, dato che lo fa per la donna ce ama (pensa, infatti, che Strauss lo faccia per Adelaide).
È stata il grande amore di Renka.
Koyuki Hirasaka
Età: 17 anni
50º Cigno Nero, apparso cinquant'anni dopo quello precedente.
Cynthia
Età: 17-20? anni
1º Cigno Nero, figlia adottiva di Maria Saberhagen e sua discepola prediletta.
Emily
Età: 17 anni
2º Cigno Nero, posseduta dalla maledizione perché in preda al panico.

### Umani
Stella Hazelberg
Eta: 18 anni
Prima sposa di Strauss e suo unico amore. Di umili origini, viveva in un piccolo villaggio confinante con il Regno della Notte, orfana. Strauss la incontrò dopo una battaglia e la prese come amante. Quando Brigitta conobbe Stella, la giudicò ingenua e spontanea, ma si ingelosì. In seguito, per evitare uno scandalo, Stella fu adottata dagli Hazelberg, una famiglia nobile. Strauss l'andava a trovare praticamente ogni giorno, causando così inconsapevolmente la gelosia di Brigitta e Adelaide.
Stella non accettava gioielli preziosi, ma poiché Strauss voleva farle un regalo speciale, le fece un pendente con frammenti di una spada rotta e una pietra (verso la fine della storia si scoprirà che si tratta di una pietra lunare).
Strauss e Stella si sposarono e Stella rimase incinta subito, ma venne brutalmente assesinata mentre portava in grembo il figlio di Strauss.
Stella era la figlia adottiva, nonché la preferita, di Maria Saberhagen. Saberagen prima ferì e poi uccise Stella con il suo potere spiritico, senza sapere che la principessa Adelaide, recatasi in segreto da Stella per porre fine al distacco tra loro, aveva assistito alla scena.
Come ultimo desiderio, Stella chiese ad Adelaide di custodire il suo ciondolo, poiché essendo stato fatto da Strauss sua madre avrebbe potuto distruggerlo una volta giunta lì per finirla. La madre utilizzò quindi la sua anima e quella della bambina che portava in grembo per creare il "Cigno Nero". I suoi resti furono poi trovati da Brigitta.
La sua anima e quella della bambina "vivono" dentro il Cigno Nero, per questo tutte le ragazze scelte dalla maledizione assomigliano a Stella. Una volta, durante la terza incarnazione, Stella presse il possesso di quella ragazza in fin di vita per parlare con Strauss, quella fu l'unica volta che si incontrarono in mille anni...
Maria Saberhagen
Età: ?
Nemico numero 1 del Regno della Notte, conosciuta come "Saberhagen della croce infinita".